# Melingos

Mapa del Peloponeso en la Edad Media.

Los melingos (en griego: Μηλιγγοί) fueron una tribu eslava que se estableció en el Peloponeso en el sur de Grecia durante la Edad Media. En las primeras décadas del siglo VII, las tribus eslavas (esclavenos) se establecieron a lo largo de los Balcanes tras el colapso defensivo bizantino de la frontera del Danubio con algunos grupos que llegaban tan al sur como el Peloponeso. Los esclavenos a menudo se establecieron en pequeños grupos (es decir, familias y clanes) y su impacto demográfico en la Grecia continental fue débil y difuso. De estos, dos grupos son conocidos por su nombre en fuentes posteriores, los melingos y los ezeritas, de los cuales los melingos se asentaron en las laderas occidentales del monte Taigeto. Se desconoce el origen y etimología del nombre melingo.

## Historia
Al igual que los ezeritas, los melingos son mencionados por primera vez en De Administrando Imperio, un manual sobre el arte de gobernar escrito por el emperador bizantino  Constantino VII Porfirogéneta hacia 950. El emperador registra que en su tiempo pagaron un tributo de 60 nomismas de oro, pero que después de que se rebelaron y fueron derrotados, en el reinado de Romano I Lecapeno, por los estratego Crenita Arotra, tuvieron que pagar 600 nomismas. Bajo el dominio bizantino, los melingos conservaron una existencia autónoma, pero adoptaron el cristianismo y se helenizaron en idioma y cultura.
Durante el período de dominio franco en los siglos xiii y xiv, fueron empleados tanto por los señores francos del Principado de Acaya como por los griegos bizantinos del Despotado de Morea como soldados. Por ejemplo, según la Crónica de Morea, el príncipe Guillermo II de Villehardouin concedió a los «grandes drungos de los melingos» la exención de todos los deberes excepto el servicio militar. Los melingos todavía están atestiguados durante la década de 1330 en varias inscripciones del fundador adjuntas a iglesias en Laconia. Uno de ellos, Constantino Espana, de la notable familia Espana, se llamaba «tzausio del drungo de los melingos», lo que implica su existencia continuada como una comunidad separada. N. Nicoloudis identifica el thema medieval tardío de Cinsterna o Giserna (en latín: cisterna) con el área de los melingos en el noroeste de la península de Mani.